# Fläcksjön, Hälsingland
Fläcksjön är en sjö i Hudiksvalls kommun i Hälsingland och ingår i Harmångersån-Delångersåns kustområde.